# Jean Fouchard
Pour les articles homonymes, voir Fouchard.
Jean Fouchard (né le 2 mars 1912 à Port-au-Prince où il est mort le 30 septembre 1990), est un historien, écrivain, journaliste et diplomate haïtien.

## Journaliste et historien
Il fut journaliste dans la revue Le Temps de Charles Moravia; puis collaborateur et directeur à La Relève fondée en 1932 par Jacques Carméleau Antoine. Il travailla également à Haïti-Journal.
Il collabore à la Revue de la Société haïtienne d'Histoire et de géographie, à la revue Cahiers d'Haïti, aux journaux L'Assaut, Le Petit impartial, Le Nouvelliste et Papyrus. 

## Haut fonctionnaire et diplomate
Les présidents haïtiens Sténio Vincent et Dumarsais Estimé le nomment à des postes de responsabilité tels que chef de bureau du cabinet particulier du président de la République (1953-1940) et commissaire général à l'exposition internationale célébrant le bicentenaire de la création de la ville de Port-au-Prince. 
En 1946, il est nommé Ministre plénipotentiaire en poste à La Havane à Cuba.
En 1983, il est nommé, par arrêté en date du 22 février 1983, vice-président du Conseil d'administration du Musée du Panthéon National Haïtien.
Jean Fouchard meurt le 30 septembre 1990 à Port-au-Prince.

## Œuvres
- Les Marrons du syllabaire (1953)
- Plaisirs de Saint-Domingue (1955)
- Le Théâtre à Saint-Domingue (1955)
- Artistes et Répertoires des scènes de Saint-Domingue (1955)
- Les Marrons de la liberté (1972)
- Langue et Littérature des aborigènes d'Ayiti (1972)
- « Toussaint Louverture avant 1789, légendes et réalité », article paru dans la revue de l'Institut français d'Haïti Conjonction, n° 134 (1988)